# Karl Prill

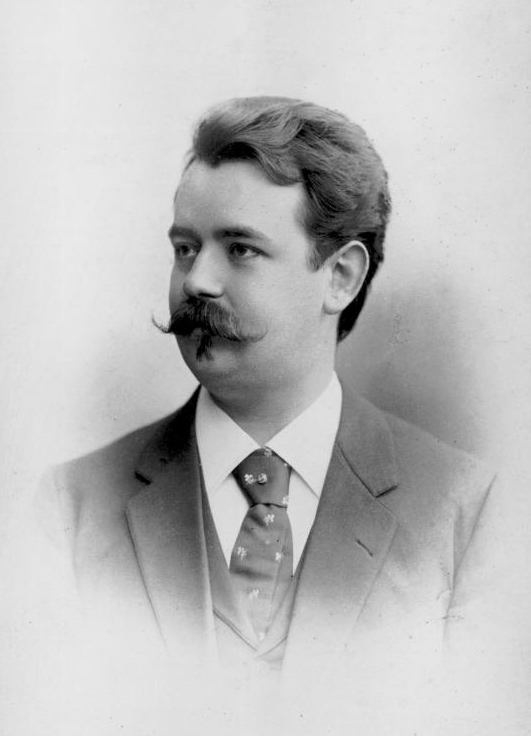
Karl Prill

Karl Prill, född 22 oktober 1864 i Berlin, död 15 augusti 1931 i Klosterneuburg, Niederösterreich, var en tysk violinist.
Prill gjorde redan i gossåren konsertresor bland annat i Sverige, blev elev till Joseph Joachim, konsertmästare 1891 vid Gewandhaus i Leipzig och 1897 vid hovoperan i Wien samt professor i violinspel vid musikakademien där, varjämte han bildade en ansedd stråkkvartett.